# Ахмед II Караманлі
Ахмед II Караманлі (*д/н — 1805) — 4-й паша Триполітанії з роду Караманлі у січні—червні 1795 року. Відомий також як Хамет Караманлі.

## Життєпис
Син Алі Караманлі, паши Триполі. При народжені отримав ім'я Хамет Ахмед. 1790 року було вбито старшого брата Ахмеда — Хасан-бея. За цим оголошений офіційним спадкоємцем. 1791 року батько фактично передав Ахмеду урядування. Тоді проти нього за підтримки арабських племен повстав брат Юсуф, який зміг 1792 року захопити Триполітанію, після чого оголосив себе пашою. 1793 року почалася облога Триполі, де отаборився Ахмед з батьком.
За цих обставин знать таємно звернулася до османського султана Селім III щодо призначення нового паши, але не з кола Караманлі. В липні 1793 року з османським військом прибув Алі Бургул-паша, на бік якого перейшли сипахи і яничари. Ахмед разом з батьком і братом Юсуфом втік до Тунісу. Тут місцевий бей Хаммуда надав Караманлі допомогу.
1794 року Ахмед і Юсуф перейшли у наступ проти Алі Бургул-паши, в результаті чого в січні 1795 року відвоювали Триполі. За цим Алі I зрікся влади на користь Ахмеда. У червні останній виїхав до Таджури з метою контролю податків. Цим скористався його брав Юсуф, який захопив Триполі. після декількох спроб відвоювати місто Ахмед II зрікся влади, перебравшись на Мальту.
Під час Першої берберійської війни у 1801 році розраховував на підтримку США в повалені Юсуфа. 1805 року після перемогу у битві біля Дерни американці оголосили Ахмеда пащою в Киренаїки. Планувалося відвоювати також Триполі. Втім за посередництва великої Британії було встановлено мир між юсуфом Караманлі і США.  Після завершення війни Ахмед перебрався до Каїру, де невдовзі помер.